# 蜜×蜜ドロップス
『蜜×蜜ドロップス』（みつみつドロップス）は、水波風南による少女漫画作品。小学館「少女コミック」に2004年より連載されていた。単行本全8巻。
2005年1月にドラマCDが、2006年4月にはPlayStation 2用ゲームと、OVAが発売された。

## 蜂城学院
蜂城学院には名家の子息だけが通える特別クラス「九華科」がある。「九華科」には、九華科の生徒「MASTER」より指名された普通科の生徒「HONEY」が、MASTERの身の回りの世話をしなければならないという「HONEY制度」が存在する。

## 登場人物

### 主要人物
萩乃 柚留（はぎの ゆずる）
声 - 福圓美里
生年月日：12月22日。
主人公。煉夏可威の「HONEY」。元々は普通科の生徒であったが、バイト中に出会った可威の気まぐれにより「HONEY」になった。極々普通の女子高生だか、勉強・運動共に苦手である模様。家が貧乏。
煉夏 可威（れんげ かい）
声 - 鈴村健一
生年月日：6月22日。
萩乃柚留の「MASTER」。レンゲの家紋を持つ。柚留とは反対に、勉強・運動ともに完璧。バスケットボールが趣味。当初は「HONEY」を暇つぶしの道具としか考えていなかった。
桜樹 那由太（さくらぎ なゆた）
声 - 菅沼久義
久喜絃青の「MASTER」。サクラの家紋を持つ。明るい盛り上げ役的な存在。パンク・ファッションが好み。運動は得意のようだが、勉強は苦手なようである。
絃青の事を大事に思っており、絃青が髪を切った時には放心状態になった。また絃青の髪を何時も結んでやっている。ちなみに絃青に送った初めてのプレゼントがヘアゴム。絃青が未玖と仲良くしていたのを知って嫉妬？していたようす。外見は女性と見紛うほど。目が大きい。滅多に泣くことは無いが泣いた時は色っぽいらしい（絃青談）
久喜 絃青（くき げんじょう）
声 - 子安武人
桜樹那由太の「HONEY」。逆さ菊の家紋を持つ。長髪。那由太のことをとても大事に思っている。勉強は可威以上にできる。趣味は那由太鑑賞。
那由太から貰ったヘアゴムをとても大切にしていて、他人に触られたくない。また絃青にとって髪を結んで貰う事はとても特別で、髪を結んで貰うのは那由太だけと決めている。ちなみに絃青は髪を結ぶ事がとても下手。
「HONEY」制度の廃止を賭けた「MASTER」だけの学力テストでは那由太に勉強の参考資料を送ったりと那由太を常に思っている。
百合丘 千駿（ゆりおか ちはや）
声 - 福山潤
「HONEY」を持たない「MASTER」。ユリの家紋を持つ。和服を好んでいる。可威に強い憧れを抱いている。一時期、煉夏可威のHONEY・萩野柚留を引き離そうとしていた。
司竜 茅架（しりゅう かやか）
一時的に百合丘千駿の「HONEY」となる。煉夏可威の幼馴染で、自称・婚約者。可威のことが好き。生まれつき心臓が弱く、アメリカで成功率70％の手術を受け、受けるとき成功したら可威に告白しようとした。中華ファッションを好む。

### 九華科
維原 紅亜（いばら くれあ）
バラの家紋を持つ。典型的な美少女。「HONEY」はミクロ（ミルフィーユ＝クロテッド＝山田）。
杜若 蟻砂（かきつばた ありさ）
カキツバタの家紋を持つ。強気な性格のお嬢様。「HONEY」は山咲芹（やまさき せり）。
宇蘭 凪（うらん なぎ）
ランの家紋を持つ。双子の兄。タレ目。「HONEY」は浦部愛（うらべ あい）のちに浦部恋（うらべ こい）。
宇蘭 冴（うらん さえ）
双子の弟。吊り目。双子揃って可威を嫌っている。「HONEY」は浦部恋（うらべ こい）のちに浦部愛（うらべ あい）。
緋周 洸心（ひまわり こうしん）
ヒマワリの家紋を持つ。喘息持ち。「HONEY」は日高未玖（ひだか みく）。
鳥兜 独（とりかぶと どく）
トリカブトの家紋を持つ。『DROPゲーム』では万年最下位。「HONEY」は雛子（ひなこ）。
運動が大嫌い。また雛子がHONEYになるまでは、HONEY制度は無くなっても構わないと思っていた。
日高 未玖（ひだか みく）
洸心の「HONEY」モデル系美人。洸心の喘息の事を気遣っている。言葉遣いは作中の女キャラの中で一番悪い。身長は高い。久喜絃青の親戚。

## 書籍情報
- 水波風南『蜜×蜜ドロップス』小学館 〈少コミフラワーコミックス〉全8巻

1. 2004年12月20日発売、ISBN 978-4091386434
2. 2005年1月26日発売、ISBN 978-4091386441
3. 2005年5月26日発売、ISBN 978-4091386458
4. 2005年8月26日発売、ISBN 978-4091386465
5. 2005年11月25日発売、ISBN 978-4091386472
6. 2006年2月24日発売、ISBN 978-4091303240
7. 2006年6月26日発売、ISBN 978-4091304698
8. 2006年9月26日発売、ISBN 978-4091305848

## ドラマCD
Softgarageより発売。
1. 2005年1月28日発売
2. 2005年5月27日発売
3. 2005年8月26日発売

## ゲーム
『蜜×蜜ドロップス LOVE×LOVE HONEY LIFE』としてアイディアファクトリー（オトメイト）より2006年4月6日に発売されたPlayStation 2用恋愛アドベンチャーゲーム。CERO：B（12才以上対象）。
プレイヤーはゲーム版の主人公白詰くるみとなって2人のMASTERと共に学園生活を送る。会話や移動の選択肢によってストーリーが変化するマルチエンディングシステム。

### 主題歌
オープニングテーマ「SAVE ME」
歌 - 松浦ひろみ

### オリジナルキャラクター
- 白詰 くるみ（しらつめ くるみ）
- 竜胆 皐月（りんどう さつき、声：成田剣）
- 雪柳 伊織（ゆきやなぎ いおり、声：下野紘）

## OVA
1. 2006年4月28日発売
2. 2006年7月28日発売

### スタッフ
- 監督 - 東郷光宏
- 脚本 - 香村純子
- キャラクターデザイン・総作画監督 - 村井孝司
- 絵コンテ - 小坂春女（第1巻）、後藤象一郎（第2巻）
- 演出 - 小坂春女
- 作画監督 - 小澤円（第1巻）、野田めぐみ（第2巻）、松浦里美（第2巻）
- プロップデザイン - 小野隆嗣
- 美術監督 - 椋本豊
- 色彩設計 - 藤木由香里
- 撮影監督 - 浅野宏影
- 編集 - 後藤正浩
- 音楽 - MELONEST、粕谷昌一
- 音響監督 - 田中英行
- プロデューサー - 前田未央、西湯崇
- アニメーション制作 - ラディクス
- 製作 - 小学館「少女コミック」編集部、ソフトガレージ

### 主題歌
オープニングテーマ「ロックン☆スウィーツ」
歌 - 藤みさき+ / 作詞 - 藤みさき / 作曲 - 粕谷昌一
エンディングテーマ「フレンチ☆キス」
歌 - 藤みさき+ / 作詞 - 藤みさき / 作曲 - 粕谷昌一、藤みさき

## 余談
原作が大ヒットし、ゲーム化までされたが、その反面、その内容が、（「少女コミック」作品という観点からすれば）過激な性描写に満ちていた事から、「気持ち悪い」や、「子供に悪影響を与える」と言った非難を受けた（因みに、前作の『レンアイ至上主義』でも同じ様に非難されている）。